# Melkwasbekertje
Het melkwasbekertje (Orbilia epipora) is een schimmel behorend tot de familie Orbiliaceae. Het leeft saprotroof op dood loofhout.

## Kenmerken
De apothecia (vruchtlichamen) zijn zittend tot substipiterend, wasachtig-halfdoorschijnend, vaak gelig, oranje of rozeachtige met smalle afgeknotte asci.

## Verspreiding
In Nederland komt het zeer zeldzaam voor.